# Arquettes-en-Val
Arquettes-en-Val là một xã của Pháp, nằm ở tỉnh Aude trong vùng Occitanie.
Người dân địa phương trong tiếng Pháp gọi là Arquettois.

## Hành chính
| Danh sách các xã trưởng                |           |             |      |         |
| Giai đoạn                              | Giai đoạn | Tên         | Đảng | Tư cách |
| tháng 3 năm 2001                       | 2014      | Bruno Seguy |      |         |
| Tất cả các dữ liệu trước đây không rõ. |           |             |      |         |

## Thông tin nhân khẩu
| 1836                                         | 1962 | 1968 | 1975 | 1982 | 1990 | 1999 |
| -------------------------------------------- | ---- | ---- | ---- | ---- | ---- | ---- |
| 200                                          | 124  | 148  | 114  | 118  | 111  | 96   |
| Số liệu từ năm 1968: Dân số không tính trùng |      |      |      |      |      |      |